# Raoul de Soissons
Raoul de Soissons (1210/1215 – 1273  ante aprile) è stato un nobiluomo, crociato e troviero francese.
Secondo figlio di Raoul le Bon, conte di Soissons, diventa sire di Coeuvres nel 1232. Raoul partecipò a tre crociate. 

## Biografia
Nel 1239 Raoul si unisce alla crociata del 1239 condotta da Teobaldo I di Navarra. Durante un soggiorno nel regno di Cipro incontra e sposò Alice (morta nel 1246), regina madre e pretendente al regno di Gerusalemme, nel 1241. Nel 1243 ritornò in Francia, unendosi poi alla settima crociata condotta da Luigi IX nel 1248. Viene menzionato pur nell'ottava crociata nel 1270. Nel gennaio 1271 ottenne dall'amico Carlo I d'Angiò la contea di Loreto Aprutino.
Raoul compone il jeu parti "Sir, loez moi a loisir" con Teobaldo di Navarra. Dedica inoltre la sua "Rois de Navare et sire de Vertu" ('Re di Navarra e signore di virtù') al re navarrese. Raoul viene menzionato in tre envois di componimenti di Teobaldo. Raoul era anche il giudice di un jeu parti tra Enrico III di Brabante e Gillebert de Berneville. 
In totale, sette chansons sono attribuite a Raoul in vari chansonniers. Una sola, "E, cuens d'Anjou, on dit par felonie", non viene ad essere contestata da altre attribuzioni ed è dedicata a Carlo d'Angiò. Quattro, tuttavia, sono inoltre attribuite a Thierri de Soissons, il quale potrebbe essere Raoul in persona. Due attribuzioni aggiuntive sono considerate oggi erronee. La canzone "Chançon m'estuet et fere et comencier" serve da modello per due chansons anonime : "Par mainte fois m'ont mesdisant grevé" e "Chanter m'estuet de cele sans targier". Ma il componimento più popolare di Raoul è senza dubbio "Quant voi la glaie meure", modello per cinque altri lavori: 
- "Deus, je n'os nomer amie" (anonimo)
- "Vierge des cieus, clere et pure" (anonimo)
- "O constantie dignitas" (Adam de la Bassée)
- "Mere, douce creature" (Jaque de Cambrai, senza musica)
- "Ausi com l'eschaufeure" (possibilmente di Phelipe de Remi)

Raoul scrive inoltre una chanson chiamata "Quant je voi et fueille et flour". Tutte le sue melodie sono scritte nella forma bar, senza nessuna notazione mensurale. 
Thierri de Soissons (floruit 1230–1260) è sconosciuto salvo per una sua apparizione nei canzonieri. Le quattro canzoni attribuite sia a lui che a Raoul sono di solito assegnate a quest'ultimo dai moderni studiosi, i quali ancora discutono se i due siano o no persone diverse. Non c'è nessun Thierri registrato nella famiglia dei conti di Soissons. I due sono menzionati insieme in un manoscritto, ma qui Thierri si trova nel posto in cui ci si sarebbe aspettato Raoul (in una lista di attribuzioni da un precedente manoscritto). 
I lavori attribuiti a Thierri (e non a Raoul) — "Destrece de trop amer" e "Quant avril et li biaus estés" (possibilmente non di Thierri) — sono dedicati a Carlo d'Angiò. Anche se gli adattamenti musicali di Thierri sono diversi da quelli di Raoul, sopravvive comunque un numero insufficiente di melodie sì da "permettere ferme conclusioni riguardo all'esistenza di due diverse personalità artistiche". Altri componimenti di Thierri sono:
- "A la plus sage et a la mieus vaillant"
- "Amis Harchier, cil autre chanteour"
- "Chancon legiere a chanter"
- "Chanter m'estuet pour faire contenance"
- "Se j'ai lonc tens esté en Romanie"
- "Sens et raison et mesure"
- "Helas, or ai je trop duré" (possibilmente non di Thierri)